# Uliana
Uliana o Ulyana (en cirílico: Ульяна) es un nombre de pila de género femenino, popular en las lenguas eslavas. Es la versión europea del este del latín Julia.

## Personas
- Uliana de Tver (c. 1325–1391), hija del príncipe Alejandro de Tver y segunda esposa de Algirdas, gran duque de Lituania
- Uliana Olshanska, Gran Duquesa de Lituania desde 1418 hasta 1430
- Uliana Paletskaya (fallecida en 1569), princesa de Rusia por matrimonio con Yuri de Uglich
- Uliana Donskova (nacida en 1992), gimnasta rítmica del grupo ruso
- Uliana Kaisheva (nacida en 1994), biatleta rusa
- Ulyana Lopatkina (nacida en 1973), primera bailarina rusa jubilada
- Uliana Semiónova (nacida 1952), Jugadora de basquetbol letona-soviética
- Ulyana Sergeenko (nacida en 1979), diseñadora de moda rusa
- Uliana Trofímova (nacida en 1990), gimnasta rítmica de Uzbekistán
- Uliana Vasilyeva (nacida en 1995), rizador ruso
- Ulyana Voitsik (nacido en 1989), jugadora de hockey